# Felipe Pires
Felipe Bortolucci Pires (nacido el 21 de agosto de 1993) es un futbolista brasileño que se desempeña como defensa.
Jugó para clubes como el Tochigi SC.

## Trayectoria

### Clubes
| Club       | País  | Año  |
| ---------- | ----- | ---- |
| Tochigi SC | Japón | 2015 |

## Estadística de carrera

### J. League
| Club       | Año   | J. League | J. League | Copa J. League | Copa J. League | Total | Total |
| Club       | Año   | Part.     | Goles     | Part.          | Goles          | Part. | Goles |
| ---------- | ----- | --------- | --------- | -------------- | -------------- | ----- | ----- |
| Tochigi SC | 2015  | 10        | 0         | -              | -              | 10    | 0     |
| Total      | Total | 10        | 0         | 0              | 0              | 10    | 0     |